# Années 1740 av. J.-C.
Les années 1740 av. J.-C. couvrent les années de 1749 av. J.-C. à 1740 av. J.-C.

## Évènements

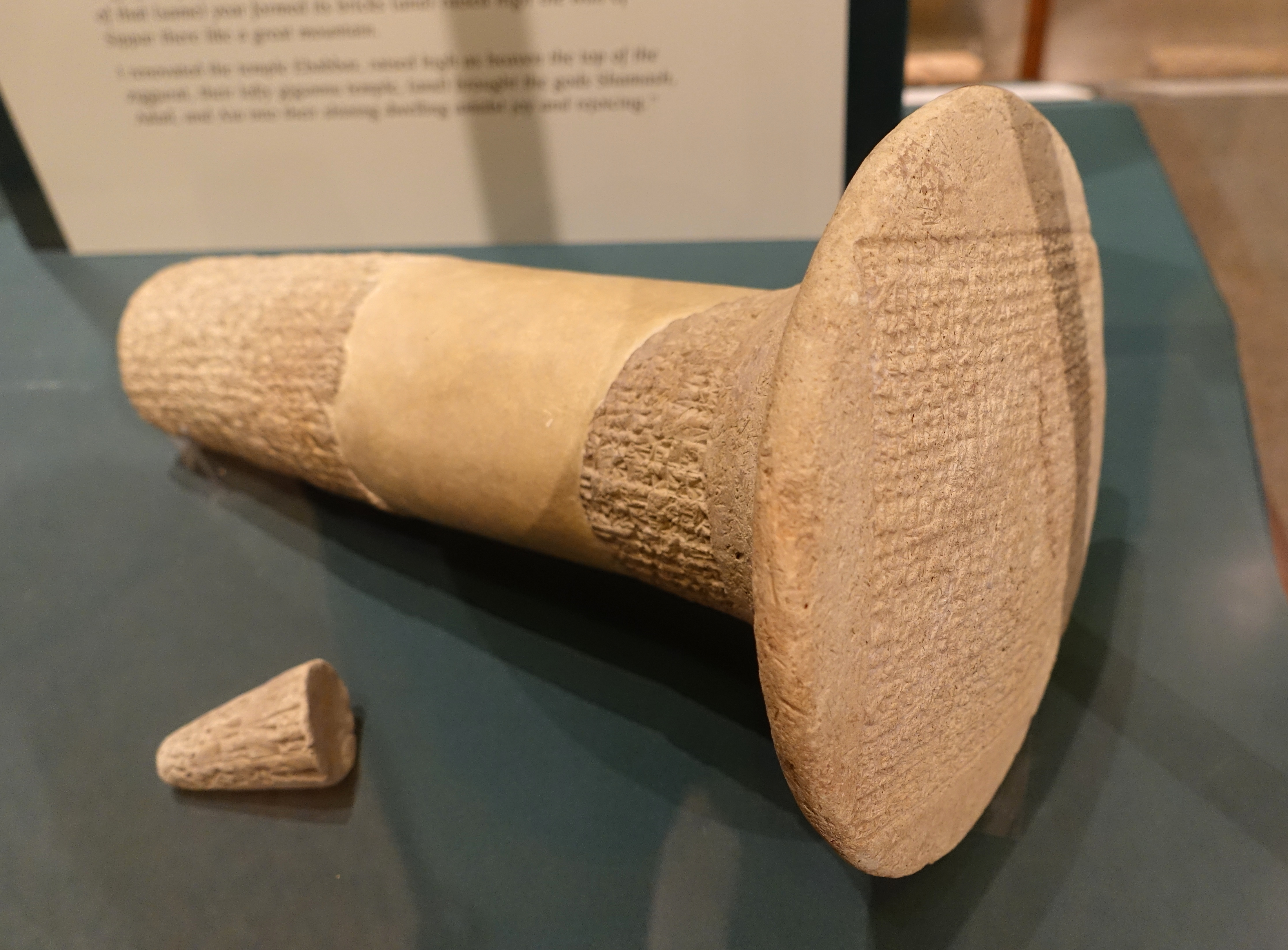
Cône rédigé en sumérien et en akkadien commémorant la construction des murailles et la rénovation du temple de l’Ebabbar à Sippar par Samsu-iluna.

- 1749-1712 av. J.-C.[1] : règne de Samsu-iluna, roi de Babylone. À la mort d’Hammourabi, son empire qui comprend Akkad, Sumer, l’ancien royaume d’Eshnunna et la Haute Mésopotamie est en proie à des révoltes que ses successeurs essaieront en vain de briser. Samsu-iluna, qui s’empare du trône avant la mort de son père tombé malade, réussit néanmoins à le maintenir intact. Il prend des mesures de remise de dettes dès son accession au trône. L’Ancien Empire de Babylone atteint son apogée pendant les quarante années de son règne[2].
- 1741 av. J.-C.[1] : un aventurier nommé Rîm-Sîn se proclame roi de Larsa, entraîne tout le Sud derrière lui et fomente une insurrection en Iamutbal, berceau de ses ancêtres. Il règne jusqu’en 1736 av. J.-C.[2].